# Peklo (Stráž nad Ohří)
Peklo (německy Höll) je malá vesnice, část obce Stráž nad Ohří v okrese Karlovy Vary v Karlovarském kraji. Nachází se asi 1,5 kilometru severozápadně od Stráže nad Ohří. V roce 2011 zde trvale žili dva obyvatelé.

## Historie
První písemná zmínka o vesnici pochází z roku 1545.

## Přírodní poměry
Peklo je také název katastrálního území o rozloze 3,89 km². V katastrálním území Peklo leží i Stráž nad Ohří.
Severně od vrchu Nebesa leží část národní přírodní rezervace Nebesa. Do severní částí katastrálního území zasahuje také malá část přírodní památky Pastviny u Srní. Podél západní hranice katastrálního území Peklo teče Pekelský potok.

## Obyvatelstvo
Při sčítání lidu v roce 1921 zde žilo 101 obyvatel (z toho 48 mužů), z nichž byl jeden Čechoslovák, 92 Němců a jeden cizinec. Kromě osmi evangelíků všichni se všichni hlásili k římskokatolické církvi. Podle sčítání lidu z roku 1930 měla vesnice 95 obyvatel: jednoho Čechoslováka a 94 Němců. Všichni byli římskými katolíky.
| Rok            | 1869 | 1880 | 1890 | 1900 | 1910 | 1921 | 1930 | 1950 | 1961 | 1970 | 1980 | 1991 | 2001 | 2011 | 2021 |
| -------------- | ---- | ---- | ---- | ---- | ---- | ---- | ---- | ---- | ---- | ---- | ---- | ---- | ---- | ---- | ---- |
| Počet obyvatel | 112  | 94   | 96   | 96   | 104  | 101  | 95   | 4    | 0    | 0    | 0    | 0    | 4    | 2    | 3    |
| Počet domů     | 18   | 18   | 18   | 18   | 17   | 17   | 17   | 16   | 0    | 0    | 0    | 0    | 4    | 5    | 6    |

## Obecní správa
Při sčítání lidu v letech 1869–1930 Peklo bylo osadou obce Srní v okrese Kadaň, ale v roce 1950 byla osadou obce Boč v okrese Karlovy Vary-okolí. V následujícím období byla osada úředně zrušena a jako část obce Stráž nad Ohří byla obnovena 1. ledna 2004.